# Pseudovidalinidae
Pseudovidalinidae es una familia de foraminíferos bentónicos de la Superfamilia Involutininoidea y del Orden Involutinida. Su rango cronoestratigráfico abarca desde el Gzheliense (Carbonífero superior) hasta el Kimmeridgiense (Jurásico superior).

## Discusión
Clasificaciones más recientes incluyen Pseudovidalinidae en la Superfamilia Archaediscoidea, del Suborden Archaediscina, del Orden Archaediscida, de la Subclase Afusulinana y de la Clase Fusulinata.

## Clasificación
Pseudovidalinidae incluye a las siguientes subfamilia y géneros:
- Subfamilia Pseudovidalininae
  - Altineria †
  - Asselodiscus †
  - Pseudovidalina †, también considerado en Subfamilia Aulotortinae
  - Raphconilia †
- Subfamilia Aulotortinae
  - Angulodiscus †
  - Arenovidalina †
  - Auloconus †
  - Aulotortus †
  - Miliospirella †
  - Neohemigordius †
  - Pragsoconulus †

Otros géneros considerados en Pseudovidalinidae son:
- Angelina † de la Subfamilia Pseudovidalininae, considerado sinónimo posterior de Pseudovidalina
- Conilia † de la Subfamilia Pseudovidalininae, sustituido por Raphconilia
- Falsodiscus † de la Subfamilia Pseudovidalininae, considerado sinónimo posterior de Pseudovidalina
- Rakusia † de la Subfamilia Aulotortinae, aceptado como Aulotortus
- Xingshandiscus † de la Subfamilia Pseudovidalininae, considerado sinónimo posterior de Pseudovidalina